# Eberhard Sengpiel
Eberhard Sengpiel (* 1940 in Berlin; † 29. August 2014) war ein deutscher Tonmeister und Lehrbeauftragter an der Universität der Künste Berlin am Institut für Kirchenmusik und am Institut für Musikwissenschaft, Musiktheorie, Komposition und Musikübertragung. Vielen Tonverantwortlichen war er unter seinem Nickname ebs in Internetforen bekannt.

## Leben
Sengpiel studierte in Berlin Elektrotechnik und schloss als Diplom-Ingenieur ab. Er war Musiker sowie musikalischer Leiter in mehreren Bands (Jazz- und Unterhaltungsmusik) und studierte Komposition. Sengpiel war als Entwicklungsingenieur auf dem Gebiet der Audiotechnik tätig und wirkte an der Weiterentwicklung von Mikrofonaufstellungskonzepten sowie an der Erstellung der mittlerweile zurückgezogenen HiFi-Normenreihe DIN 45500 mit. Als Toningenieur tätigte er Aufnahmen im Bereich der Unterhaltungsmusik unter anderem mit Reinhard Mey, Peter Maffay, den Fischer-Chören und den Original Oberkrainern Avsenik. Als Tonmeister auf dem Gebiet der klassischen Musik arbeitete er mit Orchestern, wie zum Beispiel dem New York Philharmonic Orchestra, den Berliner Philharmonikern und dem Chicago Symphony Orchestra, dem National Symphony Orchestra of Washington, dem Saint Paul Chamber Orchestra, dem London Symphony Orchestra, dem Philharmonia Orchestra, Sächsische Staatskapelle Dresden (Semperoper), der Tschechischen Philharmonie, dem Concertgebouw-Orchester, den Sankt Petersburger Philharmonikern, dem Festival Orchestra Budapest und unternahm Kammermusikaufnahmen mit vielen namhaften Solisten wie Il Giardino Armonico, Andreas Staier und Concerto Köln.
Als Lehrbeauftragter hielt er an der Universität der Künste in Berlin an der Fakultät Musik / Tonmeisterinstitut Vorlesungen über Mikrofonaufnahmen- und analoge sowie digitale Tonstudiotechnik in Surround Sound und Stereofonie (Musikübertragung) für Studenten des Studiengangs Diplom-Tonmeister.
Sengpiel war verheiratet und Vater eines Sohnes.

## Auszeichnungen und Ehrungen
Sengpiel wurde zweimal bei den Grammy Awards ausgezeichnet. Für die Aufnahme Tannhäuser von Richard Wagner unter dem Dirigenten Daniel Barenboim, mit Jane Eaglen, Thomas Hampson, Waltraud Meier, René Pape und Peter Seiffert, dem Chor der Deutschen Staatsoper Berlin und der Staatskapelle Berlin (Oper unter den Linden) wurde er mit dem Grammy 2002 für The Best Opera Recording ausgezeichnet. Bereits ein Jahr zuvor erhielt seine Aufnahme der Bläserkonzerte - Horn Konzert Nr. 1 (Dale Clevenger) Strauss: Oboenkonzert (Alex Klein) - Klarinette (Larry Combs) - Fagott (Daniel McGill), Dirigent/Piano: Daniel Barenboim, Chicago Symphony Orchestra, jeweils von Richard Strauss, den Grammy 2001 für Classical - Best Instrumental Soloist Performance with Orchestra.
Der Verband Deutscher Tonmeister (VDT) verlieh Sengpiel auf der Tonmeistertagung 2010 in Leipzig die Ehrenmedaille des VDT. Laut Programmheft habe Sengpiel  „speziell bei der Ausbildung des audio / visuellen Nachwuchses international hohe Anerkennung erfahren“. „Unter anderem“ zeugten „auch zwei Grammy-Verleihungen von seinem tonmeisterlichen Können“.